# Рябинин, Николай Сергеевич
Николай Сергеевич Рябинин (5 мая 1909— 2 марта 1975) — старший лейтенант Советской Армии, участник Великой Отечественной войны, Герой Советского Союза (1945).

## Биография
Николай Рябинин родился 5 мая 1909 года в селе Великополье (ныне — Оршанский район Марий Эл). После окончания средней школы и рабфака работал в колхозе. В 1931—1932 годах проходил службу в Рабоче-крестьянской Красной Армии. В 1942 году Рябинин повторно был призван в армию. В том же году он окончил курсы усовершенствования командного состава. С марта 1944 года — на фронтах Великой Отечественной войны. В боях два раза был ранен.
К январю 1945 года старший лейтенант Николай Рябинин командовал пулемётным взводом 412-го стрелкового полка 1-й стрелковой дивизии 70-й армии 2-го Белорусского фронта. Отличился во время освобождения Польши. 27 января 1945 года взвод Рябинина переправился через Вислу в районе Быдгоща и принял активное участие в боях за захват и удержание плацдарма на её берегу, уничтожив около двух взводов вражеской пехоты. 28 января 1945 года Рябинин, ведя огонь из пулемёта, уничтожил несколько десятков вражеских солдат и офицеров. В том бою он получил тяжёлое ранение, лишился руки, долгое время лечился в госпиталях.
Указом Президиума Верховного Совета СССР от 29 июня 1945 года за «образцовое выполнение боевых заданий командования на фронте борьбы с немецкими захватчиками и проявленные при этом мужество и героизм» старший лейтенант Николай Рябинин был удостоен высокого звания Героя Советского Союза с вручением ордена Ленина и медали «Золотая Звезда» за номером 7540.
В 1946 году Рябинин был уволен из Вооружённых Сил по инвалидности. Проживал и работал в Москве. Скончался 2 марта 1975 года, похоронен на Люблинском кладбище Москвы.
Был также награждён орденом Красной Звезды и рядом медалей.
В честь Рябинина названа улица в Йошкар-Оле, в Москве имеется мемориальная доска на доме, где он жил (Окская улица).